# Tiszabő
Tiszabő község az Észak-Alföldi régióban, Jász-Nagykun-Szolnok vármegye Kunhegyesi járásában.

## Fekvése
Az Alföldön, a vármegye középső részén, a Tisza bal partján fekszik, Szolnoktól, a megyeszékhelytől mintegy 42 kilométerre északkeleti irányban.
A közvetlenül szomszédos települések: észak felől Tiszagyenda, kelet felől a Kendereshez tartozó Bánhalma, dél felől Fegyvernek, délnyugat felől Nagykörű, északnyugat felől pedig Kőtelek, e két utóbbi s Tisza túlsó, jobb parti oldalán. 
Tiszaroff, Fegyvernek, a Tisza jobb partján pedig Kőtelek.
Legészakibb külterületei nagyrészt a 2009-ben átadott tiszaroffi árapasztó tározó területéhez tartoznak.

### Megközelítése
A vízi úton történő megközelítési lehetőségektől eltekintve csak közúton érhető el: Fegyvernek vagy Tiszaroff érintésével a 3216-os úton. Az említett út is csak a belterületének keleti széle mellett halad el, központja az abból nyugat felé kiágazó 32 122-es számú mellékúton érhető el.
A közúti tömegközlekedést a Volánbusz autóbuszai biztosítják.
Vasútvonal nem vezet át a településen; a legközelebbi vasútállomás a kb. 15 km-re lévő Fegyvernek-Örményes vasútállomás a MÁV 100-as számú, Budapest–Záhony-vasútvonalán. A települést a vasútállomással egy keskeny nyomtávú vasútvonal (Fegyverneki Gazdasági Vasút) is összekötötte, 1949 és 1970 között.
A község határában lévő komp összeköti a Tisza jobb partján fekvő Kőtelekkel.

## Nevének eredete
A Tisza- előtag a folyóra utal, a -bő utótag pedig török eredetű, nemzetségfő a jelentése.

## Történelem
A település környékén mindössze egy bronzkori leletet találtak, mivel még nem folytattak nagyobb léptékű ásatásokat.
Az Árpád-kori eredetű falut a honfoglalás után egy segédnép, feltehetően a török nyelvű, Kazáriából kivált kabarok (kavarok) lakták. Első írásos említése 1077-ből származik Bek, illetve Begh alakban, ami török eredetű szó és nemzetségfőt jelent. Ez a név is megerősíti, hogy a török nyelvű kabarok lakták a területet a honfoglalástól kezdődően.
1257-ben IV. Béla király adománylevele „terra nomine Ben juxta Titiam” formában említette szaraczénok birtokaként (quae quidem antea per Saracenos possidebatur), mely a tatárjárás alatt elpusztult, és  IV. Béla király a birtokot ekkor a  Dem nemből (de genere Dem) származó Péternek, Demeternek, Miklósnak, Chepannak, Istvánnak és rokonaiknak adományozta.
Az 1332–1337-es pápai tizedjegyzékben is szerepel, mint a Kemeji Főesperesség települése. A középkor folyamán jelentős szerepet játszott tiszai réve.
1411-ben Kántor Mihály, Imre és István „tisza-beői nemesek” voltak birtokosai. 
A 16. században ismét elpusztult, és csak a 18. században települt újra. Birtokosai a Koháry család mellett a gróf Károlyi, az Almássy, Hodossy és a Haller családok.

## Közélete

### Polgármesterei
- 1990–1994: Négyesi Zoltán (SZDSZ-FKgP)[3]
- 1994–1998: Négyesi Zoltán (SZDSZ)[4]
- 1999–2000: Gál Miklós (független)[5]
- 2000–2002: Négyesi Zoltán (független)[6][7]
- 2002–2006: Szabó Béla (független cigány kisebbségi)[8]
- 2006–2010: Farkas Barnabás (független)[9]
- 2010–2012: Farkas Barnabás (független)[10]
- 2013–2014: Szabó Béla (Fidesz)[11]
- 2014–2019: Bruna László (Fidesz-KDNP)[12]
- 2019–2024: Bruna László (Fidesz-KDNP)[13]
- 2024– : Novák Csaba (független)[1]

A településen az 1998. október 18-án megtartott önkormányzati választás után, a polgármester-választás tekintetében nem lehetett eredményt hirdetni, szavazategyenlőség miatt. Aznap az 1226 szavazásra jogosult lakos közül 864 fő járult az urnákhoz, tízen érvénytelen szavazatot adtak le, az érvényes szavazatokból pedig egyformán 404-404 esett a hivatalban lévő polgármesterre, úgy is, mint az egyetlen pártjelöltre, a négy évvel korábban még SZDSZ-esként megválasztott, ezúttal kisgazda színekben induló Négyesi Zoltánra és két független kihívójának egyikére, Gál Miklósra. Az emiatt szükségessé vált időközi választás, amit 1999. április 25-én tartottak meg, Gál Miklós győzelmével végződött. Az így felállt képviselő-testület azonban nem tudott sokáig együttműködni: valamikor 2000 őszén feloszlatta magát, ami miatt 2000. december 3-án újra időközi polgármester-választást (és képviselő-testületi választást) kellett tartani; ez újból Négyesi Zoltán győzelmét hozta el.
A 2006-os önkormányzati választás érdekessége volt a községben, hogy a 9 képviselői helyért induló 36 képviselőjelöltnek egy híján a fele ragadvány-, bece- vagy más megkülönböztető nevével együtt szerepelt a hivatalos választási dokumentumokban. Így a választók olyan – esetenként mosolyt fakasztó – nevekkel is találkozhattak a szavazólapon, mint Alaja, Bunda, Burkus, Csudi, Kakas, Kalapos, Kubu, Pacal, Postás, Szopi, Törpe, Zoli [akinek a keresztneve természetesen nem Zoltán, hanem Jenő volt], továbbá Biri fia, Dácsku fia, Nyakas fia, Szami fia és Zsuzsa fia. Egyikük, Szabó Béla (Burkus) a polgármesteri posztra is jelöltette magát, de nem sikerült megszereznie azt. Előfordult hasonló jelenség más választási évben is, de kisebb arányban; 2002-ben például két ragadványnév volt olvasható a szavazólapon, de mindkettő azért szerepelt, hogy viselőjét elkülönítse egy másik, azonos nevű jelölttől.
2013. május 26-án újból időközi polgármester-választást és képviselő-testületi választást kellett tartani Tiszabőn, ismét az előző képviselő-testület önfeloszlatása miatt. A választáson az addigi polgármester nem indult el.

### Önkormányzat és közigazgatás
A település képviselő-testülete a 2010-es önkormányzati választások óta, a polgármesterrel együtt 7 főből áll.

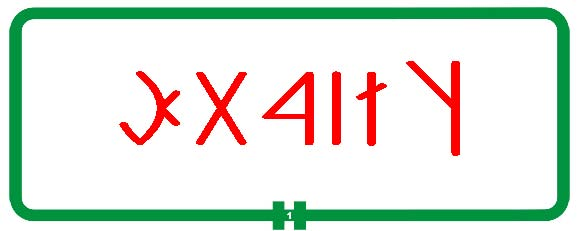
Tiszabő község neve székely-magyar rovással

## Népesség

### Általános adatok
- 1785: 1096 fő
- 1840: 1791 fő
- 1910: 2168 fő
- 1940: 2223 fő
- 1983: 2050 fő[19]
- 1990: 1938 fő
- 2001: 2067 fő
- 2009: 1936 fő[20]
- 2011: 1983 fő (nyilvántartott népesség)
- 2011: 3210 fő (népszámlálásban Tiszabőn összeírt népesség)

| Lakosok száma | 2095 | 2078 | 2117 | 2080 | 2087 | 2164 | 2174 |
|               | 2013 | 2014 | 2017 | 2021 | 2022 | 2023 | 2024 |

### Etnikai, nyelvi, vallási megoszlás
2001-ben a település lakosságának 69%-a magyar, 31%-a cigány nemzetiségűnek vallotta magát. A lakosság 55%-a római katolikus, 3,1%-a református, 0,2%-a görögkatolikus vallású volt. 25,8% nem tartozott egyetlen egyházhoz, vagy felekezethez sem. 15,6% ismeretlen, vagy nem válaszolt.
A 2011-es népszámlálás során a lakosok 96%-a magyar, 65,8%-a cigány nemzetiségűnek vallotta magát (a kettős identitások miatt a végösszeg nagyobb lehet 100%-nál). A vallási megoszlás a következő volt: római katolikus 48,7%, református 1,4%, felekezeten kívüli 42,2% (7,6% nem nyilatkozott).
2022-ben a lakosság 97,3%-a vallotta magát magyarnak, 2,2% cigánynak, 0,1-0,1% bolgárnak és ruszinnak (2,7% nem nyilatkozott; a kettős identitások miatt a végösszeg nagyobb lehet 100%-nál). Vallásuk szerint 7% volt római katolikus, 0,5% református, 0,4% egyéb keresztény, 4,9% egyéb katolikus, 45,9% felekezeten kívüli (41,4% nem válaszolt).
A római katolikus egyház szervezetében az Egri Főegyházmegye Jász-Kun Főesperességének Törökszentmiklósi Esperesi Kerületébe tartozik, mint önálló plébánia. A plébániatemplom titulusa: Keresztelő Szent János. A templom évek óta használaton kívül, zárva áll, az állapota egyre romlik.
A református egyházban a Tiszántúli Református Egyházkerület Nagykunsági Református Egyházmegyéjébe (esperesség) tartozik. Nem önálló egyházközség.
Az evangélikus egyházban az Északi Evangélikus Egyházkerület Dél-Pest Megyei Egyházmegyéjének (esperesség) Szolnoki Evangélikus Egyházközségéhez tartozik, mint szórvány.

## Gazdaság
Egy 2009-es felmérés alapján a község az egyéni jövedelmek alapján Magyarország legszegényebb települése. A munkanélküliség több, mint 40%-os. A községben 1 mezőgazdasági szövetkezet és néhány egyéni agrárvállalkozó műveli a földet. Tiszabőn jelenleg nem folyik jelentős ipari termelés.

## Nevezetességek
- A Tisza és ártere.
- Római katolikus Keresztelő Szent János-templom: 1777–1809 között épült. Oltárképét 1860-ban festette Illés Pál. A templom homlokzatát 2012-ben részlegesen renováltatta a katolikus egyház, ám továbbra is használaton kívül tornyosul a pusztuló falukép fölé. A templom előtt 2020-ban felújított Nepomuki Szent János-szobor áll.
- Polgármesteri hivatal: 1914-ben épült szecessziós stílusban. A 2020-as felújítást követően az épület minden stílusjegyét elveszítette.

## Ismert emberek
- Itt született 1833. február 9-én Hirsch Márk óbudai, majd hamburgi főrabbi.
- Itt született 1845. január 30-án dolhai és petrovai Petrovay György levéltáros, genealógus, növénynemesítő. Meghalt Máramarosszigeten, 1916-ban.
- Itt született 1887-ben Wojticzky Gyula költő, publicista, szociáldemokrata közéleti író.
- Itt született 1936 május 31-én Borhy Gergely Aase-díjas magyar színész.
- Itt hunyt el 1953. január 30-án De Sgardelli Caesar honvédőrnagy, alezredes, katonai szakíró.